# Rolf Quinque
Rolf Quinque (* 20. Juni 1927 in Brehna) ist ein deutscher Trompeter.
Sein Studium absolvierte Quinque bei Heinrich Teubig (1882–1968) in den Jahren 1946 bis 1949 an der Hochschule für Musik Leipzig. Danach spielte er ab 1951 fünf Jahre lang im Gewandhausorchester Leipzig, bevor er bis 1971 Solo-Trompeter der Münchner Philharmoniker wurde.
Schließlich übernahm Quinque bis 1989 die Leitung der Abteilung Blechbläser am Richard-Strauss-Konservatorium, die ihm bessere Möglichkeiten für seine solistische Konzerttätigkeit eröffnete. Dadurch erwarb sich Rolf Quinque einen internationalen Ruf als konzertierender Solist, was sich neben vielen Konzertreisen in Einladungen zu bedeutenden Festspielen ausdrückte, unter anderem Wien, Salzburg, Bregenz, Berlin und Edinburgh.
Das Repertoire von Rolf Quinque umfasste Trompetenkonzerte des Barock, der Klassik und der zeitgenössischen Musik, ein kleiner Teil der umfangreichen Aufnahmen ist noch auf CD erhältlich.
Sein Lehrwerk für Trompete in 4 Bänden erschien ab 1980 unter dem Titel ASA (Atmung, Stütze, Ansatz) und erlebt seitdem immer neue Auflagen.

## Veröffentlichungen
- Rolf Quinque, ASA methode, Editions Bim, CH-Bulle, 1980
- Rolf Quinque, ASA technik, Editions Bim, CH-Bulle, 1982
- Rolf Quinque, ASA know how, Editions Bim, CH-Bulle, 1985
- Rolf Quinque, ASA jazz, Editions Bim, CH-Bulle, 1985
- Rolf Quinque und Camerata Romana – Trompetenkonzerte/Trumpet Concertos, ZYX Classic, CLS 4169
- Rolf Quinque und Bamberger Kammerorchester – Trompetenkonzerte, Intercord, B000QUN178